# Chivu Stoica
Chivu Stoica (Smeeni, 8 agosto 1908 – Bucarest, 16 febbraio 1975) è stato un politico comunista rumeno.

## Biografia
Nato a Smeeni, nel distretto di Buzău, sesto figlio di un contadino. A 12 anni lasciò la casa paterna ed iniziò a lavorare come apprendista alle Căile Ferate Române, le ferrovie rumene. nel 1921 si spostò a Bucarest dove lavorò come caldaista nelle aziende Vulcan, Lemaitre e Malaxa. In quel periodo incontrò Gheorghe Vasilichi, che lo reclutò nel Partito Comunista Rumeno.
Nella primavera del 1931 venne assunto alle Atelierele Griviţa, dove incontrò Gheorghe Gheorghiu-Dej, Vasile Luca e Constantin Doncea; insieme decisero di organizzare uno sciopero, che avvenne dal 15 al 23 febbraio 1933. Per il suo ruolo in quello sciopero, il 20 agosto 1934 fu condannato a 15 anni di prigione, che scontò nel carcere di Târgu Jiu rimanendo vicino a Gheorghiu-Dej, che può aver voluto Stoica come suo successore come Segretario Generale.
È stato membro del Comitato Centrale del Partito Rumeno dei Lavoratori e del Politburo dal 1945 al 1975. Primo ministro della Repubblica Popolare Rumena dal 4 ottobre 1955 al 20 marzo 1961. Presidente del Consiglio di Stato della Repubblica Socialista di Romania dal 24 marzo 1965 al 9 dicembre 1967; quando fu sostituito in questa carica da Nicolae Ceaușescu. Negli anni successivi venne gradualmente messo in disparte da Ceaușescu e da sua moglie Elena.

## Morte
La sua morte, avvenuta per un colpo di fucile da caccia alla testa, è stata dichiarata un suicidio, anche se alcuni affermano che sia stato giustiziato per questioni interne del regime.